# Victor Segalen

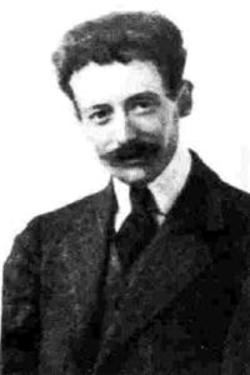
Victor Segalen, 1913

Victor Joseph Ambroise Désiré Ségalen (* 14. Januar 1878 in Brest, Département Finistère; † 21. Mai 1919 in Huelgoat, Département Finistère) war ein französischer Schriftsteller, Marinearzt, Ethnologe und Archäologe.

## Leben
Victor Segalen studierte Medizin in Bordeaux. Seine Dissertation wurde 1902 publiziert. Er bereiste Französisch-Polynesien (1903–1905) und China (1909–1914 und 1917). Bei einem Aufenthalt auf den Marquesas-Inseln 1903 kaufte er die letzten Skizzen von Paul Gauguin, der einige Monate vor seiner Ankunft verstorben war und die andernfalls vernichtet worden wären. Er kam, durch Krankheit erschöpft, bei einem Unfall im Wald von Huelgoat (Bretagne) ums Leben. Ihm zu Ehren wurde die Université Bordeaux II benannt.

## Werke (Auswahl)

### Werkausgabe
- Œuvres complêtes. Laffont, Paris 1995.

1. Cycle des apprentissages, cycle polynésien, cycle musical et orphique, cycle des ailleurs et du bord du chemin. 1995, ISBN 2-221-06462-3.
2. Cycle chinois, cycle archéologiques et sinologiques. 1999, ISBN 2-221-06705-3.

### Romane
- Der chinesische Kaiser oder Sohn des Himmels. Chronik der Tage des Herrschers („Le Fils du ciel“). Fischer Taschenbuch Verlag, Frankfurt/M. 1989, ISBN 3-596-23611-8 (früherer Titel Der Sohn des Himmels. Roman).
- René Leys. Roman („René Leys“). Suhrkamp, Frankfurt am Main 1982, ISBN 3-518-01783-7.
- Die Unvordenklichen. Roman („Les Immémoriaux“). Insel Verlag, Frankfurt am Main 1986, ISBN 3-458-14508-7.

### Lyrik
- Dans une monde sonore. Édition Fata Morgana, Fontfroide-le-Haut 2010, ISBN 978-2-85194-751-2 (Nachdr. d. Ausg. Paris 1907).
- Peintures. Éditions G. Crès & Cie, Paris 1916.
  - deutsch: Malereien. Prosagedichte. Edition Gemini, Berlin 2003, ISBN 978-3-935978-18-7.
- Odes. Les Arts et le Livre, Paris 1994, ISBN 2-910689-02-6 (Nachdr. d. Ausg. Paris 1926).
- Stelen („Stèles“). Droschl, Graz 2000, ISBN 3-85420-540-6 (In deutscher und französischer Sprache).[2]
- Thibet. Mercure de France, Paris 1979 (Nachdr. d. Ausg. Paris 1963).

### Drama
- Orphée-Roi, in fünf Akten, das von Claude Debussy vertont werden sollte. Éditions G. Crès & Cie., Le théâtre d'art, Paris 1921.

### Essays und Tagebücher
- Hommage à Gauguin. Deutschspr. Einleitung zu Paul Gauguin, Briefe an Georges-Daniel de Monfreid. Übers. Hans Jakob. Kiepenheuer, Potsdam 1920[3]
- Die Ästhetik des Diversen. Versuch über den Exotismus („Essai sur l'exotisme. Une esthétique du divers“). Qumran, Frankfurt 1983, ISBN 3-88655-183-0. Neuausgabe, Fischer TB, Frankfurt 1994, ISBN 3-596-10108-5.
- Aufbruch in das Land der Wirklichkeit („Équipée. Voyage au pays du réel“). Fischer TB, Frankfurt 1990, ISBN 3-596-23614-2 (früherer Titel Reise ins Land der Wirklichkeit)
- Briques et tuiles. Fata Morgana, Montpellier 1987 (Nachdr. d. Ausg. Montpellier 1963; Reisenotizen aus China).
- China. Die große Statue („Chine. La Grande Statuaire“). Qumran, Frankfurt 1986, ISBN 3-88655-213-6. (Ethno-archäologische Studie).
- New York - San Francisco - Tahiti. Aus dem Reisetagebuch Oktober 1902 - Januar 1903 („Le Journal des Îles“). Friedenauer Presse, Berlin 2005, ISBN 3-932109-44-9.
- Paul Gauguin in seiner letzten Umgebung („Gauguin dans son dernier décor“) und Die zwei Gesichter des Arthur Rimbaud. Qumran, Frankfurt/M Fischer TB, Frankfurt/M 1991, ISBN 3-596-10416-5.
- Les synesthésies et l'école symboliste. Fata Morgana, Montpellier 1981 (Nachdr. d. Ausg. Montpellier 1902)
- Tote Stimmen. Māori-Musik („Voix mortes. Musique maori“). Merve, Berlin 2006, ISBN 3-88396-222-8 (Beigefügt: Giorgio Agamben: Gefolgt von Ursprung und Vergessen)
- Vers les sinistrés du cyclone des îles Tuamotou. Fata Morgana, Fontfroide-le-Haut 1989, ISBN 2-85194-340-5 (Nachdr. d. Ausg. Montpellier 1903)

### Briefe
- Correpondance. 3 Bd., Fayard, Paris 2004, ISBN 978-2-213-61947-7.
- Trahison fidèle. Correspondance 1907–1918. Du Seuil, Paris 1985, ISBN 2-02-008739-1.